# Distrito de Agawa
El distrito de Agawa (吾川郡 Agawa-gun?) es un distrito localizado en la prefectura de Kōchi, Japón. En junio de 2019 tenía una población estimada de 26.206 habitantes y una densidad de población de 32,6 personas por km². Su área total es de 803,97 km².

## Localidades
- Ino
- Niyodogawa